# Gold FM
Gold FM var en kommersiell radiostation i Sverige.

## Bakgrund
Gold FM sände över norra Östergötland och södra Södermanland. Stationen riktade in sig på att spela musik för en äldre målgrupp på 30-55 år, och ingick i nätverket Fria Media, där även Gold 102,4 med liknande innehåll fanns.
Ursprungligen spelade stationen uteslutande musik från perioden 1950-1980, men allt eftersom varvades den med modern "mogen" musik. På helgkvällarna hade man ett program som spelade dansbandsmusik.
Gold FM hade ett universum (maximal möjlig räckvidd) på 142 000 personer. Av dessa lyssnade 15,3% på kanalen (Källa: RUAB I/2005).
I mitten av 2005 togs sändningarna över av Lugna Favoriter.

### Frekvenser
Gold FM sände på frekvenskerna
- Norrköping 104,9
- Linköping 94,4
- Jönåker 103,0
- Ringarum 100,6